# Jacob Ziv
Jacob Ziv (Tiberíades, Mandato británico de Palestina, 27 de noviembre de 1931-25 de marzo de 2023) fue un científico de computación israelí quien, junto a Abraham Lempel, desarrolló los algoritmos de compresión sin pérdida LZ77 y LZ78.

## Biografía
En 1957 se graduó en ingeniería eléctrica  en el Instituto Tecnológico de Israel, Haifa y en el año 1962 obtuvo el grado de magíster del Instituto de Tecnología de Massachusetts (MIT) en Cambridge, Estados Unidos. Reconocido por aportar en el desarrollo del algoritmo de compresión sin pérdida de datos llamado LZ77 junto con Abraham Lempel, y trabajar en su perfeccionamiento.

## Premios
- 1993, Premio Israel de Ciencias Exactas.[3]
- 1997, Premio Claude Shannon.
- 2008, Premio Fundación BBVA Fronteras del Conocimiento en Tecnologías de la Información y la Comunicación.[4]